# Arroyo Pasijiro
El arroyo Pasijiro o río Aguas Calientes es un curso natural de agua que nace en la cordillera de Los Andes y fluye hasta su confluencia con el río Chaguane para formar el río Arabilla en la Región de Tarapacá.
Este curso de agua es llamado arroyo Pasijiro por Luis Risopatrón y advierte que también es llamado río Aguas Calientes en su Diccionario Jeográfico de Chile

## Historia
Luis Risopatrón lo describe en su Diccionario jeográfico de Chile publicado en 1924 con:: 144 
Pasijiro (Arroyo de) 19° 10' 68° 57'. Es de escaso caudal, afluye del NW i con el de Chaguane, forma el de Arabilla, del rio Isluga. 116, p. 207, 208, 213 i 272; i 134; abra en 116, p. 235; rio Aguas Calientes o Pasijiro en la p. 400; Pasirigo en 116, p. 72; deslinde Pasirijo en la p. 73; manantial de Pasirugo en 2, 8, p. 243; 77, p. 7; 95, p. 97; rio en 87, p. 672; i arroyo Pasirago en 77, p. 68; i 140, pl. XLVII de Paz Soldan (1865).

## Sistema endorreico Titicaca-Desaguadero-Poopó-Salar de Coipasa
El río pertenece al Sistema TDPS, una cuenca interior de América del Sur que recoge las aguas del Lago Titicaca, las lleva por el Río Desaguadero hasta el Lago Poopó para, en los tiempos de abundancia de lluvia, llevarlas al Lago Coipasa por medio del río Laca Jahuira. 
Por el lado chileno, existen 9 subcuencas divididas en 16 subsubcuencas de ese sistema que están reunidas en el registro Categoría:Cuenca altiplánicas de Chile (010) del inventario de cuencas de Chile que las reúne bajo el número 010.
- En el extremo norte, las subcuencas 01000 y 01010 de los ríos Caquena (o Cosapilla), Uchusuma y otros, las llevan primero al río Mauri que las entrega al río Desaguadero desde donde llegan al Lago Poopó y luego al Lago Coipasa, por el lado este.
- Las subcuencas 01020 y 01021 del río Lauca, que lleva las aguas de las Lagunas de Cotacotani directamente al extremo norte del Lago Coipasa.
- Más al sur, las subcuencas de los ríos Isluga o Sitani (01041), Todos Santos o Sibaya (01040), el Cariquima o Grande (01042 y 01043) y el río Cancosa (río Sacaya y Ocachucho) (01044) también las entregan, cada uno de ellos directamente, al Lago Coipasa, pero por su lado oeste.